# Finspång (Gemeinde)
Koordinaten: 58° 42′ N, 15° 46′ O

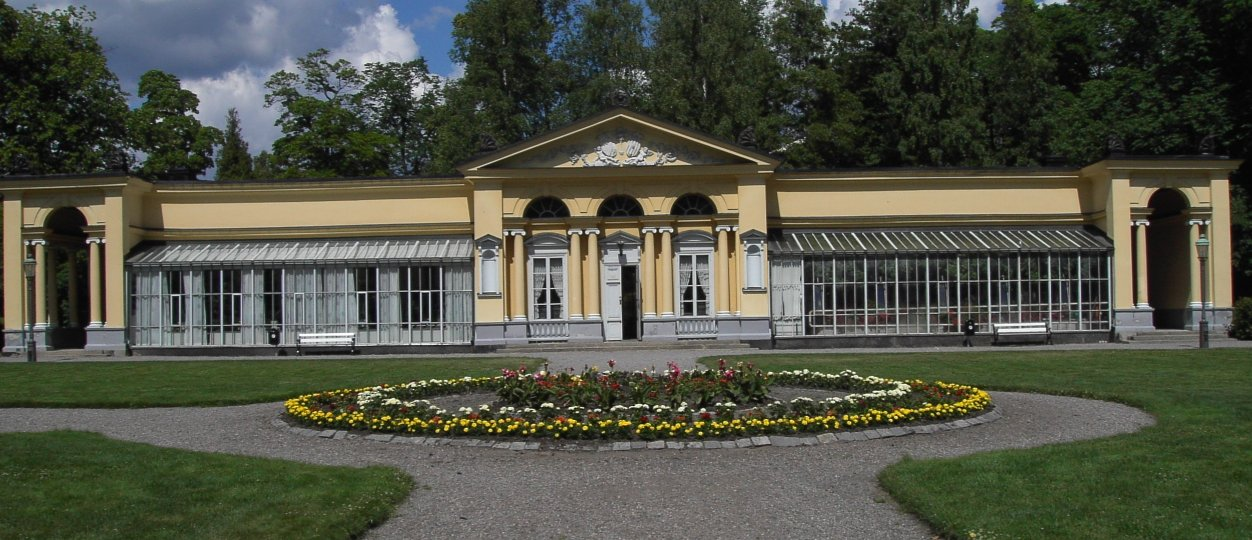
Orangerie des Schlosses Finspång

Finspång ist eine Gemeinde (schwedisch kommun) in der schwedischen Provinz Östergötlands län und der historischen Provinz Östergötland. Der Hauptort der Gemeinde ist Finspång. Weitere Orte sind Borggård, Butbro, Falla, Grytgöl, Hällestad, Idelfors, Ljusfallshammar, Lotorp, Rejmyre, Skedevi und Sonstorp.

## Geographie
Das Gemeindegebiet ist eine Hügellandschaft mit zahlreichen kleineren Seen.

## Wirtschaft
Erzvorkommen im Gemeindegebiet haben dazu geführt, dass Finspång und die umliegenden Dörfer schon im 16. Jahrhundert durch Hüttenwerke geprägt waren. Auch heute noch sind Borggård, Grytgöl, Igelfors, Rejmyre und Finspång wichtige Industrieorte.